# Bufala (grano)
Dei grani Bufale, conosciute anche con i sinonimi Bufalara, Mammana, Cannamasca, Bufala o Chiattaredda, se ne conoscono cinque varietà:
- Bufala nera lunga (T. turgidum L. var. jodurum (Alef.) Koern.)[2]
- Bufala nera corta (T. turgidum L. var. jodurum (Alef.) Koern.)[3]
- Bufala bianca lunga (T. turgidum L. var. jodurum (Alef.) Koern.)[1]
- Bufala rossa corta (T. turgidum L. var. speciosissimum Koern.)[4]
- Bufala rossa lunga (T. turgidum L. var. speciosissimum Koern.)[1]

Queste varietà di grano tenero sono un gruppo di grani antichi siciliani del gruppo dei grani tetraploide che si caratterizzano per essere grani di taglia alta spesso coltivate in miscuglio.

## Storia
Varietà poco note ne parlano per primi Cultrera nel catalogo di prodotti agricoli siciliani, Prestianni, Emanuele De Cillis nel testo: I Grani D’Italia e Gregorio Bufalino.
Fino agli anni 70 erano coltivate nelle aree più interne e di montagna nella provincia di Catania nei comuni di Cesarò, Bronte e Randazzo e nel comune di Novara di Sicilia in provincia di Messina. Sono tre varietà che si differenziano per il colore e la lunghezza delle ariste.

## Caratteristiche
È una varietà di frumento che fa parte del gruppo dei tetraploidi (possiede 28 cromosomi).
Perrino dell'Istituto del Germoplasma - CNR, di Bari, nel 1983 descrive così le Bufale: 
- Bufala nera lunga:

«la spiga è lunga (10 cm), oblunga, con un profilo un po' più largo della faccia, semicompatto.
L'arista ha una base lunga, nera e punta gialla, appressata, diritta, persistente e spinata.
Il glume è due volte più lungo che largo, nero, chiglia liscia e leggermente ricurva, becco diritto e lungo da 0,5 a 1 mm, spalla arrotondata, quadrata e grande.
La cariosside è lunga fino a 7,5 mm di lunghezza, rosso, semitraslucido, arrotondato, a cuore sezione trasversale sagomata, gibbosa, solco di media larghezza e profondità e bordi leggermente arrotondati, tessitura vitrea, pennello corto, di media densità e semiesteso, scutello arrotondato e lungo.»
- Bufala nera corta:

«la spiga è lunga (8 cm), oblungo, profilo leggermente più largo della faccia e semicompatto.
L'arista ha una base base lunga, nera e punta bianca, pressata, dritta o semi-larga ondulata, persistente e spinato.
Il glume è due volte più lunga che larga, pubescente quasi nera, molto uniforme o misto con sfumature e striature bianche, chiglia pubescente e leggermente ricurvo, becco dritto e lungo da 1,5 a 2 mm, spalla elevata e di media larghezza.
La cariosside è lunga 6,5 mm di lunghezza, ambrato, semitraslucido, rotondo, a forma di cuore sezione trasversale sagomata, gibbosa, solco di media larghezza, profondo e bordi arrotondati, tessitura vitrea, pennello corto, di diametro medio denso ed esteso, scutello arrotondato e lungo.»
- Bufala bianca lunga:

«la spiga è lunga (10 cm), oblungo, profilo leggermente più largo della faccia e semicompatto.
L'arista ha una base base lunga, nera e punta bianca, appressata, diritta, persistente e spinato due volte più lungo che largo, giallo con striature nere, chiglia liscia e leggermente ricurva.
Il glume è due volte più lungo che largo, nero, chiglia liscia e leggermente ricurva, becco leggermente ricurvo e lungo da 1 a 1,5 mm, spalla arrotondata e di media ì larghezza.
La cariosside è lunga 6,5 mm di lunghezza, marrone scuro, semitrasparente, arrotondato, a cuore sezione trasversale sagomata, gibbosa, solco di media larghezza, profondo e bordi alquanto arrotondati, tessitura vitrea o semivitrea, pennello corto, denso ed esteso, scutello arrotondato e lungo.»
Le Bufale sono in generale tutti grani rustici e tardivi che hanno una taglia alta e producono notevoli quantità di paglia, erano coltivate in aree marginali e poco adatte alla cerealicoltura in suoli profondi e freschi. La cariosside, benché sia un grano duro, ricorda le caratteristiche del grano tenero, infatti si usano per farine adatte per dolci e pane.
Hanno una produttività buona, circa 10-14 q.li x ha.
Sono varietà particolarmente adatte ai sistemi agricoli a basso input tecnologico. Le farine ottenute da queste varietà sono farine con ridotta forza e stabilità dell’impasto, e sono strutturalmente instabili. La farine solo in purezza sono adatte alla panificazione.